# Kélé
Pour les articles homonymes, voir Kele (homonymie).
Le kélé est une religion afro-sainte-lucienne (en), originaire du peuple des Djiné de la région de Babonneau à Sainte-Lucie. Ses principales divinités sont Ogun, Shangô et Eshu. Les cérémonies kélé utilisent les tambours Batá du tanbou manman (« tambour mère ») et du tanbou ich (« tambour enfant »). La religion a ses origines chez les esclaves africains de la région de Babonneau. Elle est fortement liée au festival Ogun au Nigeria. Réprimé par l’Église catholique romaine jusqu'au début des années 1960, elle a été pratiquée en secret et dans la clandestinité. Le rituel comprend l’affichage de pierres lisses (un des objets de culte de Shangô) et d’objets en fer et en acier en l'honneur d’Ogun. La foi elle-même est une version saint-lucienne de la religion yoruba.